# Alopecosa huabanna
Alopecosa huabanna är en spindelart som beskrevs av Chen, Song och Gao 2000. Alopecosa huabanna ingår i släktet Alopecosa och familjen vargspindlar. Inga underarter finns listade i Catalogue of Life.